# Clase Clemson
La clase Clemson fue una serie de 156 destructores que sirvieron con la Armada de los Estados Unidos desde la Primera Guerra Mundial hasta la finalización de la Segunda Guerra Mundial.
Los buques de la clase Clemson fueron asignados en la Armada de los Estados Unidos entre 1919 y 1922, construido por los astilleros Newport News Shipbuilding & Dry Dock Company, New York Shipbuilding Corporation, William Cramp and Sons, Bethlehem Steel Corporation, Mare Island Naval Shipyard, Norfolk Naval Shipyard y Bath Iron Works, algunos, con una alarmante velocidad de construcción. Los buques de la clase Clemson eran un leve rediseño de los destructores de la clase Wickes, y fueron los últimos destructores pre-WWII, de cubierta corrida o flush-decker, término estadounidense que hace referencia a la carencia de castillo de proa, construido por los Estados Unidos. Hasta la aparición de la clase Fletcher, los Clemson, fueron la más numerosa clase de destructores asignados en la Armada de los Estados Unidos, y coloquialmente, se les conocía como "four-stackers" or "four-pipers", en referencia a sus cuatro chimeneas.

## Historial
Catorce buques de la clase, se vieron envueltos en el  desastre de Honda Point en el año 1923, en el cual, se perdieron siete buques y otros dos, resultaron con daños menores. Otros buques de la clase, fueron dados de baja y desguazados en 1930, debido a las restricciones impuestas por la Conferencia Naval de Londres. 

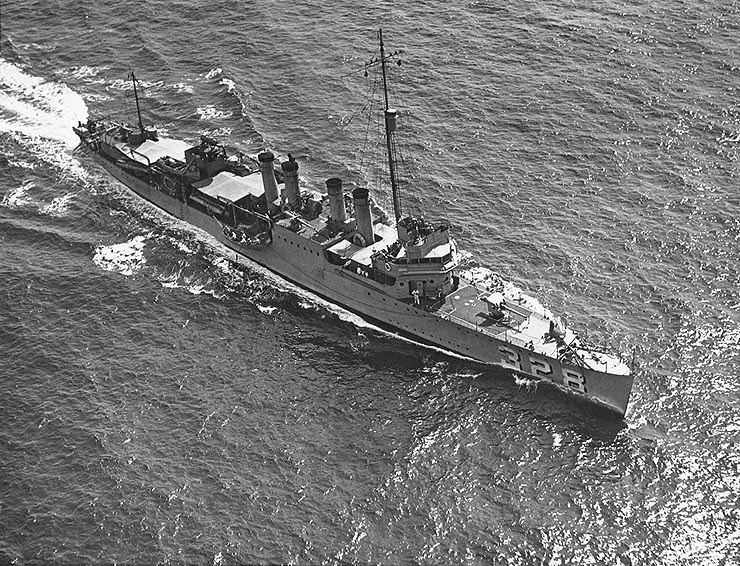
Vista del.

Diecinueve buques, fueron transferidos a la Royal Navy en 1940 como parte del  Acuerdo de bases para destructores, donde fueron encuadrados dentro de la clase Town. Otros, fueron reformados y actualizados, convirtiéndose en transportes de alta velocidad o en portahidroaviones, sirviendo como tales en la Segunda Guerra Mundial.
Varios buques, permanecieron en servicio durante la Segunda Guerra Mundial en la Armada estadounidense, cuando fueron rearmados con cañones de doble propósito de 76,2 mm/50 para tener una mayor protección contra aeronaves enemigas.  Las conversiones en portahidroaviones AVD , recibían  2 cañones; mientras que las conversiones en transportes (APD), minadores (DM), y dragaminas (DMS), recibían 3 cañones, y los que retuvieron la clasificación de destructor (DD), recibieron 6.  Los cañones originales de bajo ángulo de disparo de 101 mm/50 (Mark 9) fueron transferidos como equipamiento defensivo de buques mercantes para la protección antisubmarina  Para los buques convertidos en dragaminas, los doce tubos lanzatorpedos de 533 mm fueron reemplazados por equipos contraminas.

## Lista de unidades
| Numeral. | Nombre              | Constructor                                                         | Asignado                 | Baja                     |
| -------- | ------------------- | ------------------------------------------------------------------- | ------------------------ | ------------------------ |
| DD-186   | Clemson             | Newport News Shipbuilding & Dry Dock Company                        | 29 de diciembre de 1919  | 12 de octubre de 1945    |
| DD-187   | Dahlgren            | Northrop Grumman Shipbuilding                                       | 6 de enero de 1920       | 12 de diciembre de 1945  |
| DD-188   | Goldsborough        | Northrop Grumman Shipbuilding                                       | 26 de enero de 1920      | 11 de octubre de 1945    |
| DD-189   | Semmes              | Northrop Grumman Shipbuilding                                       | 21 de febrero de 1920    | 2 de junio de 1946       |
| DD-190   | Satterlee           | Northrop Grumman Shipbuilding                                       | 23 de diciembre de 1919  | 8 de octubre de 1940     |
| DD-191   | Mason               | Northrop Grumman Shipbuilding                                       | 28 de febrero de 1920    | 31 de marzo de 1922      |
| DD-192   | Graham              | Northrop Grumman Shipbuilding                                       | 13 de marzo de 1920      | 31 de marzo de 1922      |
| DD-193   | Abel P. Upshur      | Northrop Grumman Shipbuilding                                       | 19 de julio de 1919      | 23 de septiembre de 1940 |
| DD-194   | Hunt                | Northrop Grumman Shipbuilding                                       | 30 de septiembre de 1920 | 8 de octubre de 1940     |
| DD-195   | Welborn C. Wood     | Northrop Grumman Shipbuilding                                       | 14 de enero de 1921      | 9 de septiembre de 1940  |
| DD-196   | George E. Badger    | Northrop Grumman Shipbuilding                                       | 28 de julio de 1920      | 3 de octubre de 1945     |
| DD-197   | Branch              | Northrop Grumman Shipbuilding                                       | 26 de julio de 1920      | 8 de octubre de 1940     |
| DD-198   | Herndon             | Northrop Grumman Shipbuilding                                       | 14 de septiembre de 1920 | 9 de septiembre de 1940  |
| DD-199   | Dallas              | Northrop Grumman Shipbuilding                                       | 29 de octubre de 1920    | 28 de julio de 1945      |
| DD-206   | Chandler            | William Cramp and Sons                                              | 5 de septiembre de 1919  | 12 de noviembre de 1945  |
| DD-207   | Southard            | William Cramp and Sons                                              | 24 de septiembre de 1919 | 5 de diciembre de 1945   |
| DD-208   | Hovey               | William Cramp and Sons                                              | 24 de septiembre de 1919 | 7 de enero de 1945       |
| DD-209   | Long                | William Cramp and Sons                                              | 20 de octubre de 1919    | 6 de enero de 1945       |
| DD-210   | Broome              | William Cramp and Sons                                              | 31 de octubre de 1919    | 20 de mayo de 1946       |
| DD-211   | Alden               | William Cramp and Sons                                              | 24 de noviembre de 1919  | 15 de julio de 1945      |
| DD-212   | Smith Thompson      | William Cramp and Sons                                              | 10 de diciembre de 1919  | 15 de mayo de 1936       |
| DD-213   | Barker              | William Cramp and Sons                                              | 27 de diciembre de 1919  | 18 de julio de 1945      |
| DD-214   | Tracy               | William Cramp and Sons                                              | 9 de marzo de 1920       | 19 de enero de 1946      |
| DD-215   | Borie               | William Cramp and Sons                                              | 24 de marzo de 1920      | 2 de noviembre de 1943   |
| DD-216   | John D. Edwards     | William Cramp and Sons                                              | 6 de abril de 1920       | 28 de julio de 1945      |
| DD-217   | Whipple             | William Cramp and Sons                                              | 23 de abril de 1920      | 9 de noviembre de 1945   |
| DD-218   | Parrott             | William Cramp and Sons                                              | 11 de mayo de 1920       | 14 de junio de 1944      |
| DD-219   | Edsall              | William Cramp and Sons                                              | 26 de noviembre de 1920  | 1 de marzo de 1942       |
| DD-220   | MacLeish            | William Cramp and Sons                                              | 2 de agosto de 1920      | 8 de marzo de 1946       |
| DD-221   | Simpson             | William Cramp and Sons                                              | 3 de noviembre de 1920   | 29 de marzo de 1946      |
| DD-222   | Bulmer              | William Cramp and Sons                                              | 16 de agosto de 1920     | 16 de agosto de 1946     |
| DD-223   | McCormick           | William Cramp and Sons                                              | 30 de agosto de 1920     | 4 de octubre de 1945     |
| DD-224   | Stewart             | William Cramp and Sons                                              | 20 de septiembre de 1920 | 23 de mayo de 1946       |
| DD-225   | Pope                | William Cramp and Sons                                              | 27 de octubre de 1920    | 1 de marzo de 1942       |
| DD-226   | Peary               | William Cramp and Sons                                              | 22 de octubre de 1920    | 19 de febrero de 1942    |
| DD-227   | Pillsbury           | William Cramp and Sons                                              | 15 de diciembre de 1920  | 2 de marzo de 1942       |
| DD-228   | John D. Ford        | William Cramp and Sons                                              | 30 de diciembre de 1920  | 2 de diciembre de 1945   |
| DD-229   | Truxtun             | William Cramp and Sons                                              | 30 de diciembre de 1920  | 18 de febrero de 1942    |
| DD-230   | Paul Jones          | William Cramp and Sons                                              | 19 de abril de 1921      | 5 de noviembre de 1945   |
| DD-231   | Hatfield            | New York Shipbuilding                                               | 16 de abril de 1920      | 13 de diciembre de 1946  |
| DD-232   | Brooks              | New York Shipbuilding                                               | 18 de junio de 1920      | 2 de agosto de 1945      |
| DD-233   | Gilmer              | New York Shipbuilding                                               | 18 de junio de 1920      | 5 de febrero de 1946     |
| DD-234   | Fox                 | New York Shipbuilding                                               | 17 de mayo de 1920       | 29 de noviembre de 1945  |
| DD-235   | Kane                | New York Shipbuilding                                               | 11 de junio de 1920      | 24 de enero de 1946      |
| DD-236   | Humphreys           | New York Shipbuilding                                               | 21 de julio de 1920      | 26 de octubre de 1945    |
| DD-237   | McFarland           | New York Shipbuilding                                               | 30 de septiembre de 1920 | 8 de noviembre de 1945   |
| DD-238   | James K. Paulding   | New York Shipbuilding                                               | 29 de noviembre de 1920  | 10 de febrero de 1931    |
| DD-239   | Overton             | New York Shipbuilding                                               | 30 de junio de 1920      | 30 de julio de 1945      |
| DD-240   | Sturtevant          | New York Shipbuilding                                               | 21 de septiembre de 1920 | 8 de mayo de 1942        |
| DD-241   | Childs              | New York Shipbuilding                                               | 22 de octubre de 1920    | de diciembre de 1945     |
| DD-242   | King                | New York Shipbuilding                                               | 16 de diciembre de 1920  | 23 de octubre de 1945    |
| DD-243   | Sands               | New York Shipbuilding                                               | 10 de noviembre de 1920  | 10 de octubre de 1945    |
| DD-244   | Williamson          | New York Shipbuilding                                               | 29 de octubre de 1920    | 8 de noviembre de 1945   |
| DD-245   | Reuben James        | New York Shipbuilding                                               | 24 de septiembre de 1920 | 31 de octubre de 1941    |
| DD-246   | Bainbridge          | New York Shipbuilding                                               | 9 de febrero de 1921     | 21 de julio de 1945      |
| DD-247   | Goff                | New York Shipbuilding                                               | 19 de enero de 1921      | 21 de julio de 1945      |
| DD-248   | Barry               | New York Shipbuilding                                               | 28 de diciembre de 1920  | 21 de junio de 1945      |
| DD-249   | Hopkins             | New York Shipbuilding                                               | 21 de marzo de 1921      | 21 de diciembre de 1945  |
| DD-250   | Lawrence            | New York Shipbuilding                                               | 18 de abril de 1921      | 24 de octubre de 1945    |
| DD-251   | Belknap             | Bethlehem Shipbuilding Corporation, Fore River Shipyard, Quincy     | 28 de abril de 1919      | 4 de agosto de 1945      |
| DD-252   | McCook              | Bethlehem Shipbuilding Corporation, Fore River Shipyard             | 30 de abril de 1919      | 24 de septiembre de 1940 |
| DD-253   | McCalla             | Bethlehem Shipbuilding Corporation, Fore River Shipyard             | 19 de mayo de 1919       | 23 de octubre de 1940    |
| DD-254   | Rodgers             | Bethlehem Shipbuilding Corporation, Fore River Shipyard             | 22 de julio de 1919      | 23 de octubre de 1940    |
| DD-255   | Osmond Ingram       | Bethlehem Shipbuilding Corporation, Fore River Shipyard             | 28 de junio de 1919      | 8 de enero de 1945       |
| DD-256   | Bancroft            | Bethlehem Shipbuilding Corporation, Fore River Shipyard             | 30 de junio de 1919      | 24 de septiembre de 1940 |
| DD-257   | Welles              | Bethlehem Shipbuilding Corporation, Fore River Shipyard             | 2 de septiembre de 1919  | 9 de septiembre de 1940  |
| DD-258   | Aulick              | Bethlehem Shipbuilding Corporation, Fore River Shipyard             | 26 de julio de 1919      | 8 de octubre de 1940     |
| DD-259   | Turner              | Bethlehem Shipbuilding Corporation, Fore River Shipyard             | 17 de mayo de 1919       | 19 de marzo de 1946      |
| DD-260   | Gillis              | Bethlehem Shipbuilding Corporation, Fore River Shipyard             | 24 de septiembre de 1919 | 15 de octubre de 1945    |
| DD-261   | Delphy              | Bethlehem Shipbuilding Corporation, Squantum Victory Yard           | 30 de noviembre de 1918  | 26 de octubre de 1923    |
| DD-262   | McDermut            | Bethlehem Shipbuilding Corporation, Squantum Victory Yard           | 27 de marzo de 1919      | 22 de mayo de 1929       |
| DD-263   | Laub                | Bethlehem Shipbuilding Corporation, Squantum Victory Yard           | 17 de marzo de 1919      | 8 de octubre de 1940     |
| DD-264   | McLanahan           | Bethlehem Shipbuilding Corporation, Squantum Victory Yard           | 5 de abril de 1919       | 8 de octubre de 1940     |
| DD-265   | Edwards             | Bethlehem Shipbuilding Corporation, Squantum Victory Yard           | 24 de abril de 1919      | 8 de octubre de 1940     |
| DD-266   | Greene              | Bethlehem Shipbuilding Corporation, Squantum Victory Yard           | 9 de mayo de 1919        | 5 de mayo de 1945        |
| DD-267   | Ballard             | Bethlehem Shipbuilding Corporation, Squantum Victory Yard           | 5 de junio de 1919       | 5 de diciembre de 1945   |
| DD-268   | Shubrick            | Bethlehem Shipbuilding Corporation, Squantum Victory Yard           | 3 de julio de 1919       | 25 de noviembre de 1940  |
| DD-269   | Bailey              | Bethlehem Shipbuilding Corporation, Squantum Victory Yard           | 27 de junio de 1919      | 26 de noviembre de 1940  |
| DD-270   | Thornton            | Bethlehem Shipbuilding Corporation, Squantum Victory Yard           | 15 de julio de 1919      | 2 de mayo de 1945        |
| DD-271   | Morris              | Bethlehem Shipbuilding Corporation, Squantum Victory Yard           | 21 de julio de 1919      | 15 de junio de 1922      |
| DD-272   | Tingey              | Bethlehem Shipbuilding Corporation, Squantum Victory Yard           | 25 de julio de 1919      | 24 de mayo de 1922       |
| DD-273   | Swasey              | Bethlehem Shipbuilding Corporation, Squantum Victory Yard           | 8 de agosto de 1919      | 26 de noviembre de 1940  |
| DD-274   | Meade               | Bethlehem Shipbuilding Corporation, Squantum Victory Yard           | 8 de septiembre de 1919  | 18 de diciembre de 1939  |
| DD-275   | Sinclair            | Bethlehem Shipbuilding Corporation, Squantum Victory Yard           | 8 de octubre de 1919     | 1 de junio de 1929       |
| DD-276   | McCawley            | Bethlehem Shipbuilding Corporation, Squantum Victory Yard           | 22 de septiembre de 1919 | 1 de abril de 1930       |
| DD-277   | Moody               | Bethlehem Shipbuilding Corporation, Squantum Victory Yard           | 10 de diciembre de 1919  | 2 de junio de 1930       |
| DD-278   | Henshaw             | Bethlehem Shipbuilding Corporation, Squantum Victory Yard           | 10 de diciembre de 1919  | 11 de marzo de 1930      |
| DD-279   | Meyer               | Bethlehem Shipbuilding Corporation, Squantum Victory Yard           | 17 de diciembre de 1917  | 15 de mayo de 1929       |
| DD-280   | Doyen               | Bethlehem Shipbuilding Corporation, Squantum Victory Yard           | 17 de diciembre de 1919  | 25 de febrero de 1930    |
| DD-281   | Sharkey             | Bethlehem Shipbuilding Corporation, Squantum Victory Yard           | 24 de noviembre de 1919  | 1 de mayo de 1930        |
| DD-282   | Toucey              | Bethlehem Shipbuilding Corporation, Squantum Victory Yard           | 9 de diciembre de 1919   | 1 de mayo de 1930        |
| DD-283   | Breck               | Bethlehem Shipbuilding Corporation, Squantum Victory Yard           | 1 de diciembre de 1919   | 1 de mayo de 1930        |
| DD-284   | Isherwood           | Bethlehem Shipbuilding Corporation, Squantum Victory Yard           | 4 de diciembre de 1919   | 1 de mayo de 1930        |
| DD-285   | Case                | Bethlehem Shipbuilding Corporation, Squantum Victory Yard           | 8 de diciembre de 1919   | 22 de octubre de 1930    |
| DD-286   | Lardner             | Bethlehem Shipbuilding Corporation, Squantum Victory Yard           | 10 de diciembre de 1919  | 1 de mayo de 1930        |
| DD-287   | Putnam              | Bethlehem Shipbuilding Corporation, Squantum Victory Yard           | 18 de diciembre de 1919  | 21 de septiembre de 1929 |
| DD-288   | Worden              | Bethlehem Shipbuilding Corporation, Squantum Victory Yard           | 24 de febrero de 1920    | 1 de mayo de 1930        |
| DD-289   | Flusser             | Bethlehem Shipbuilding Corporation, Squantum Victory Yard           | 25 de febrero de 1920    | 1 de mayo de 1930        |
| DD-290   | Dale                | Bethlehem Shipbuilding Corporation, Squantum Victory Yard           | 16 de febrero de 1920    | 1 de mayo de 1930        |
| DD-291   | Converse            | Bethlehem Shipbuilding Corporation, Squantum Victory Yard           | 20 de abril de 1920      | 1 de mayo de 1930        |
| DD-292   | USS Reid            | Bethlehem Shipbuilding Corporation, Squantum Victory Yard           | 3 de diciembre de 1919   | 1 de mayo de 1930        |
| DD-293   | Billingsley         | Bethlehem Shipbuilding Corporation, Squantum Victory Yard           | 10 de diciembre de 1919  | 1 de mayo de 1930        |
| DD-294   | Charles Ausburn     | Bethlehem Shipbuilding Corporation, Squantum Victory Yard           | 20 de marzo de 1920      | 1 de mayo de 1930        |
| DD-295   | Osborne             | Bethlehem Shipbuilding Corporation, Squantum Victory Yard           | 17 de mayo de 1920       | 1 de mayo de 1930        |
| DD-296   | Chauncey            | Bethlehem Shipbuilding Corporation, Union Iron Works, San Francisco | 25 de junio de 1919      | 26 de octubre de 1913    |
| DD-297   | Fuller              | Bethlehem Shipbuilding Corporation, Union Iron Works, San Francisco | 20 de febrero de 1920    | 26 de octubre de 1923    |
| DD-298   | Percival            | Bethlehem Shipbuilding Corporation, Union Iron Works, San Francisco | 1 de marzo de 1920       | 26 de abril de 1930      |
| DD-299   | John Francis Burnes | Bethlehem Shipbuilding Corporation, Union Iron Works, San Francisco | 10 de noviembre de 1918  | 1 de mayo de 1920        |
| DD-300   | Farragut            | Bethlehem Shipbuilding Corporation, Union Iron Works, San Francisco | 4 de junio de 1920       | 1 de abril de 1930       |
| DD-301   | Somers              | Bethlehem Shipbuilding Corporation, Union Iron Works, San Francisco | 23 de junio de 1920      | 10 de abril de 1930      |
| DD-302   | Stoddert            | Bethlehem Shipbuilding Corporation, Union Iron Works, San Francisco | 30 de junio de 1920      | 10 de enero de 1930      |
| DD-303   | Reno                | Bethlehem Shipbuilding Corporation, Union Iron Works, San Francisco | 23 de junio de 1920      | 18 de enero de 1930      |
| DD-304   | Farquhar            | Bethlehem Shipbuilding Corporation, Union Iron Works, San Francisco | 5 de agosto de 1920      | 20 de febrero de 1930    |
| DD-305   | Thompson            | Bethlehem Shipbuilding Corporation, Union Iron Works, San Francisco | 16 de agosto de 1920     | 4 de abril de 1930       |
| DD-306   | Kennedy             | Bethlehem Shipbuilding Corporation, Union Iron Works, San Francisco | 5 de agosto de 1920      | 20 de febrero de 1930    |
| DD-307   | Paul Hamilton       | Bethlehem Shipbuilding Corporation, Union Iron Works, San Francisco | 24 de septiembre de 1920 | 20 de enero de 1930      |
| DD-308   | William Jones       | Bethlehem Shipbuilding Corporation, Union Iron Works, San Francisco | 30 de septiembre de 1920 | 24 de mayo de 1930       |
| DD-309   | Woodbury            | Bethlehem Shipbuilding Corporation, Union Iron Works, San Francisco | 20 de octubre de 1920    | 26 de octubre de 1923    |
| DD-310   | S. P. Lee           | Bethlehem Shipbuilding Corporation, Union Iron Works, San Francisco | 30 de octubre de 1920    | 20 de noviembre de 1923  |
| DD-311   | Nicholas            | Bethlehem Shipbuilding Corporation, Union Iron Works, San Francisco | 23 de noviembre de 1920  | 26 de octubre de 1923    |
| DD-312   | Young               | Bethlehem Shipbuilding Corporation, Union Iron Works, San Francisco | 26 de octubre de 1920    | 20 de noviembre de 1923  |
| DD-313   | Zeilin              | Bethlehem Shipbuilding Corporation, Union Iron Works, San Francisco | 10 de diciembre de 1920  | 22 de enero de 1930      |
| DD-314   | Yarborough          | Bethlehem Shipbuilding Corporation, Union Iron Works, San Francisco | 31 de diciembre de 1920  | 29 de mayo de 1930       |
| DD-315   | La Vallette         | Bethlehem Shipbuilding Corporation, Union Iron Works, San Francisco | 24 de diciembre de 1920  | 19 de abril de 1930      |
| DD-316   | Sloat               | Bethlehem Shipbuilding Corporation, Union Iron Works, San Francisco | 30 de diciembre de 1920  | 2 de enero de 1930       |
| DD-317   | Wood                | Bethlehem Shipbuilding Corporation, Union Iron Works, San Francisco | 28 de enero de 1921      | 31 de marzo de 1930      |
| DD-318   | Shirk               | Bethlehem Shipbuilding Corporation, Union Iron Works, San Francisco | 5 de febrero de 1921     | 8 de febrero de 1930     |
| DD-319   | Kidder              | Bethlehem Shipbuilding Corporation, Union Iron Works, San Francisco | 7 de febrero de 1921     | 18 de marzo de 1930      |
| DD-320   | Selfridge           | Bethlehem Shipbuilding Corporation, Union Iron Works, San Francisco | 7 de febrero de 1921     | 18 de marzo de 1930      |
| DD-321   | Marcus              | Bethlehem Shipbuilding Corporation, Union Iron Works, San Francisco | 23 de febrero de 1921    | 31 de mayo de 1930       |
| DD-322   | Mervine             | Bethlehem Shipbuilding Corporation, Union Iron Works, San Francisco | 28 de febrero de 1921    | 4 de junio de 1930       |
| DD-323   | Chase               | Bethlehem Shipbuilding Corporation, Union Iron Works, San Francisco | 10 de marzo de 1921      | 15 de mayo de 1930       |
| DD-324   | Robert Smith        | Bethlehem Shipbuilding Corporation, Union Iron Works, San Francisco | 17 de marzo de 1921      | 1 de marzo de 1930       |
| DD-325   | Mullany             | Bethlehem Shipbuilding Corporation, Union Iron Works, San Francisco | 29 de marzo de 1921      | 1 de marzo de 1930       |
| DD-326   | Coghlan             | Bethlehem Shipbuilding Corporation, Union Iron Works, San Francisco | 31 de marzo de 1921      | 1 de mayo de 1930        |
| DD-327   | Preston             | Bethlehem Shipbuilding Corporation, Union Iron Works, San Francisco | 13 de abril de 1921      | 1 de mayo de 1930        |
| DD-328   | Lamson              | Bethlehem Shipbuilding Corporation, Union Iron Works, San Francisco | 19 de abril de 1921      | 1 de mayo de 1930        |
| DD-329   | Bruce               | Bethlehem Shipbuilding Corporation, Union Iron Works, San Francisco | 20 de septiembre de 1920 | 1 de mayo de 1930        |
| DD-330   | Hull                | Bethlehem Shipbuilding Corporation, Union Iron Works, San Francisco | 26 de abril de 1921      | 1 de mayo de 1930        |
| DD-331   | Macdonough          | Bethlehem Shipbuilding Corporation, Union Iron Works, San Francisco | 30 de abril de 1921      | 8 de enero de 1930       |
| DD-332   | Farenholt           | Bethlehem Shipbuilding Corporation, Union Iron Works, San Francisco | 10 de mayo de 1921       | 20de febrero de 1930     |
| DD-333   | Sumner              | Bethlehem Shipbuilding Corporation, Union Iron Works, San Francisco | 27 de mayo de 1921       | 28 de marzo de 1930      |
| DD-334   | Corry               | Bethlehem Shipbuilding Corporation, Union Iron Works, San Francisco | 25 de mayo de 1921       | 24 de abril de 1930      |
| DD-335   | Melvin              | Bethlehem Shipbuilding Corporation, Union Iron Works, San Francisco | 31 de mayo de 1921       | 8 de mayo de 1930        |
| DD-336   | Litchfield          | Mare Island Naval Shipyard                                          | 12 de mayo de 1920       | 5 de noviembre de 1944   |
| DD-337   | Zane                | Mare Island Naval Shipyard                                          | 15 de febrero de 1921    | 14 de diciembre de 1945  |
| DD-338   | Wasmuth             | Mare Island Naval Shipyard                                          | 16 de diciembre de 1921  | 3 de septiembre de 1943  |
| DD-339   | Trever              | Mare Island Naval Shipyard                                          | 3 de agosto de 1922      | 23 de noviembre de 1945  |
| DD-340   | Perry               | Mare Island Naval Shipyard                                          | 7 de agosto de 1922      | 13 de septiembre de 1944 |
| DD-341   | Decatur             | Mare Island Naval Shipyard                                          | 9 de agosto de 1922      | 28 de julio de 1945      |
| DD-342   | Hulbert             | Norfolk Naval Shipyard                                              | 27 de octubre de 1920    | 2 de noviembre de 1945   |
| DD-343   | Noa                 | Norfolk Naval Shipyard                                              | 15 de febrero de 1921    | 12 de septiembre de 1944 |
| DD-344   | William B. Preston  | Norfolk Naval Shipyard                                              | 23 de agosto de 1920     | 6 de diciembre de 1945   |
| DD-345   | Preble              | Bath Iron Works                                                     | 19 de marzo de 1920      | 7 de diciembre de 1945   |
| DD-346   | Sicard              | Bath Iron Works                                                     | 9 de junio de 1920       | 21 de noviembre de 1945  |
| DD-347   | Pruitt              | Bath Iron Works                                                     | 9 de junio de 1920       | 16 de noviembre de 1945  |